# ジョージ・フィッツロイ (初代ノーサンバランド公)
初代ノーサンバランド公爵ジョージ・フィッツロイ（英: George FitzRoy, 1st Duke of Northumberland, KG, PC、1665年12月28日 - 1716年6月28日）は、イギリスの貴族。
イングランド王チャールズ2世の私生児の1人で1674年にノーサンバランド伯、1683年にノーサンバランド公に叙されたが、子供がなかったので爵位は彼一代で廃絶した。

## 経歴
1665年12月28日、チャールズ2世とその愛人バーバラ・パーマー（後の初代クリーヴランド女公爵）の間の3人の非嫡出男子の末息子としてオックスフォードに生まれる（他の2人は初代サウサンプトン公爵・第2代クリーヴランド公爵チャールズ・フィッツロイと初代グラフトン公爵ヘンリー・フィッツロイ）。
母バーバラは、チャールズ2世の別の愛人ルイーズ・ケルアイユ（初代リッチモンド公爵チャールズ・レノックスの母）にライバル意識を燃やしており、自分の3人の息子に爵位を確保しようと必死に宮廷工作を行った。
その結果、ジョージは1674年10月1日にノーサンバランド伯、コーンウォール州におけるファルマス子爵（Viscount Falmouth in the county of Cornwall）、ヨーク州におけるポンテフラクト男爵（Baron of Pontefract in the county of York）に叙され、さらに1683年4月6日にはノーサンバランド公に叙された。同年4月8日にはガーター騎士団ナイトにも叙されている。ノーサンバランド伯位はジョスリン・パーシーが1670年に息子の無いまま死去して空位、チャールズ2世がそこに付け込んだという事情があった。
同年夏にはルクセンブルク包囲戦にフランス側で参加し、秋にイングランドに帰国した。
1687年には近衛騎兵連隊女王所有大隊の指揮を執った。1702年にはウィンザー城管理長官に就任。1703年には王立近衛騎兵連隊連隊長に就任。1710年には中将の階級を与えられた。
1713年4月7日には枢密顧問官に列した。1714年にはサリー統監に就任。
1716年6月28日にエプソムで死去。子供はなく、彼の死とともに爵位は消滅した。ウェストミンスター寺院に葬られた。

## 栄典

### 爵位
1674年10月1日に以下の爵位を新規に叙される。
- 初代ノーサンバランド伯爵 (1st Earl of Northumberland)
(勅許状によるイングランド貴族爵位)
- コーンウォール州における初代ファルマス子爵 (1st Viscount Falmouth in the county of Cornwall)
(勅許状によるイングランド貴族爵位)
- ヨーク州における初代ポンテフラクト男爵 (1st Baron of Pontefract in the county of York)
(勅許状によるイングランド貴族爵位)

1683年4月6日に以下の爵位を新規に叙される。
- 初代ノーサンバランド公爵(1st Duke of Northumberland)
(勅許状によるイングランド貴族爵位)

### 勲章
- 1683年4月8日、ガーター騎士団(勲章)ナイト(KG)[1]

## 家族
1686年3月に鶏肉商人ロバート・ウィートリーの娘キャサリン・ウィートリーと最初の結婚をした。1714年にキャサリンと死別し、1715年3月にヘンリー・ダットンの娘メアリーと結婚した。いずれの結婚でも子供はなかった。